# Orgelpfeifen (Namibia)

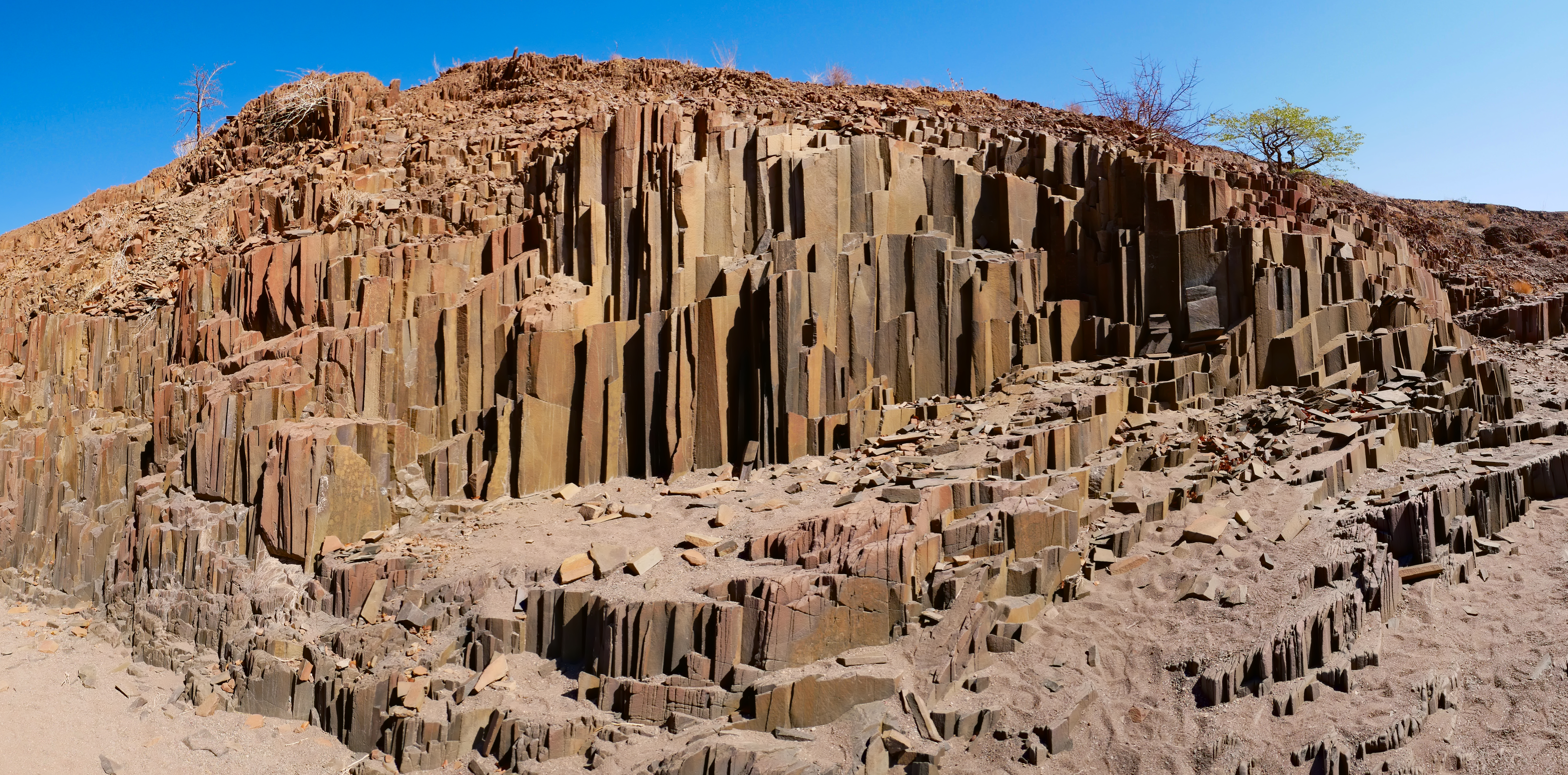
Die Orgelpfeifen bei Khorixas (2019)

Die sogenannten Orgelpfeifen befinden sich in der Nähe des Verbrannten Bergs westlich der Stadt Khorixas in Namibia. Man bezeichnet damit eine an Orgelpfeifen erinnernde Ansammlung stehender Basaltsäulen. 
Die Orgelpfeifen entstand vor ca. 150 Millionen Jahren durch das Eindringen flüssiger Lava in eine Schiefergesteinsformation, die im Laufe der Zeit durch Erosion freigelegt wurde.